# John Cale
John Davies Cale (Garnant, Wales, 9 maart 1942) is een Welshe muzikant, songschrijver en producer. Zijn werk valt grotendeels onder de noemer (alternatieve) rock, hoewel hij een klassieke vorming had genoten. Hij was een van de leden van The Velvet Underground eind jaren ’60.

## Jeugd en klassieke vooropleiding
Cale werd in 1942 geboren in Garnant, een industriestadje in Wales. Hij studeerde piano en altviool vanaf zijn zevende.
Met een duw in de rug van componist Aaron Copland kreeg hij een beurs om compositie te studeren, in een zomercursus in Massachusetts. Daar ontmoette Cale Yannis Xenakis en Morton Feldman. In 1963 reisde Cale door naar New York. Daar ontmoette hij de Amerikaanse componist La Monte Young, die experimentele muziek componeerde (The Dream Syndicate). Cale kwam aanvankelijk van een afstand, en later sporadisch ook persoonlijk, in contact met componist John Cage die een onuitwisbare indruk op hem maakte door de vernieuwing in zijn muziek. In deze periode vond een legendarische uitvoering plaats van het stuk Vexations van Erik Satie. Volgens de partituur dient het pianostuk 840 maal gespeeld te worden en deze performance werd uitgevoerd door Cage, samen met een groep pianisten, op 9 september 1963 en het duurde ongeveer 18 uur.

## The Velvet Underground
Toen Cale in 1965 Lou Reed ontmoette, konden de verschillen nauwelijks groter zijn. Cale een Europese experimentele klassieke muzikant, en Reed, songwriter bij een platenfirma, een Amerikaan met simpele rock en ruige vertellende teksten. Het recept voor een van de meest invloedrijke rockgroepen was geschreven, The Velvet Underground, met verder gitarist Sterling Morrison en drumster Maureen Tucker. John Cale speelde er basgitaar, viool, piano en orgel. The Velvet kende een korte, maar krachtige carrière. Popartkunstenaar Andy Warhol lijfde de groep in als huisorkest bij The Factory, een kunstenaarscollectief annex gebouw, plaatste ook fotomodel Nico achter de microfoon en nam de groep op tournee.
Deze periode was erg intensief voor alle leden en dit op alle vlakken. De spanningen tussen de ego's van Cale en Reed liepen te hoog op, en Cale verliet de Velvet Underground in 1968 na amper twee platen, The Velvet Underground & Nico (1967), met de beroemde hoes van Andy Warhol met de banaan en White Light/White Heat (1968).
Na het vertrek van Cale was het geluid van de Velvets niet meer hetzelfde en zijn invloed op de twee albums die de rockgeschiedenis veranderden werd duidelijk: minimalisme (aanhoudende monotone altviool zoals in Heroin), spanning tot zelfs dreiging en vernieuwing. Cale zelf benadrukte steeds dat The Velvet Underground gedurende een korte periode een echte groep was en dat de rol van Tucker en Morrison dus steeds werd onderschat. Tussen Cale en Reed zou het nooit meer echt goed komen. In latere interviews bleven ze aldoor met modder naar elkaar gooien.

## Solocarrière

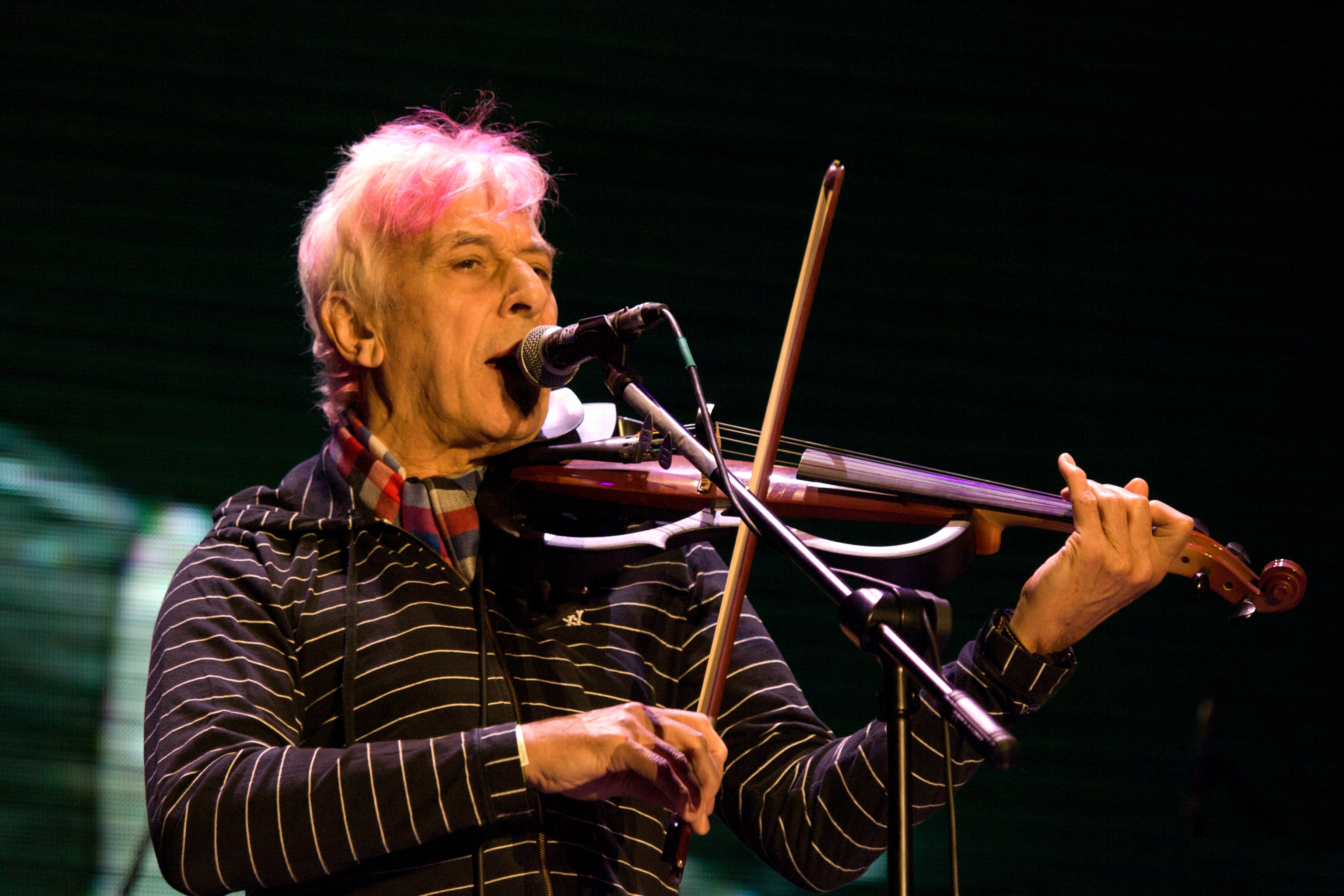
John Cale (2010)

In zijn eerste solowerk leerde Cale het vak van frontman. Het album Paris 1919 uit 1973 wordt als een eerste hoogtepunt uit zijn oeuvre beschouwd. Het is een mengeling van orkest en pop in een erg ingetogen en elegante stijl: een complete stijlbreuk met zijn Velvetverleden. Hierna volgen de zogenaamde Island-years, waarin Cale in Engeland met een min of meer vaste band (met Chris Spedding) drie erg sterke duistere rockplaten afleverde: Fear, Slow dazzle en Helen of Troy. Een serie grote namen werkte met hem in deze periode: Phil Manzanera, Robert Wyatt, Mike Oldfield, Chris Thomas, Phil Collins. Nummers zoals Fear is a man’s best friend, Guts en Pablo Picasso typeren deze periode van midden de jaren zeventig, waar veel werk uit improvisatie in de studio ontstond.
In de loop van de jaren zeventig produceerde Cale ook debuutplaten van Patti Smith, The Stooges en Jonathan Richman and his Modern Lovers.
Met de persoonlijke problemen eind jaren zeventig volgde ook artistieke instabiliteit. Tot Cale begin jaren tachtig opnieuw sterk werk neerzette met het trio Honi Soit (rauwe rock met de bijna-hit Dead or Alive), het in wanhoop badende en muzikaal gedeconstrueerde Music for a New Society (met een nieuwe versie van het nummer Close Watch) en Caribbean Sunset. In deze periode toerde Cale opnieuw met een vaste band wat werd vastgelegd en afgesloten in het gedeeltelijk livealbum Comes Alive.
In 1989 kwam Cale weer met "something completely different": op het album Words for the dying brengt Cale The Falkland Suite, een vertaling van gedichten van Dylan Thomas naar muziek begeleid door piano, orkest, kinderkoor en enkele stoorzenders zoals een pedal-steel-gitar.
Eind jaren tachtig, begin jaren negentig trad Cale regelmatig solo op, en begeleidde zichzelf op piano en gitaar. Hij bracht heel wat filmmuziek uit en zette enkele samenwerkingen op met Brian Eno, Wrong Way Up en met Bob Neuwirth, Last Day on Earth. In 1990 was er een korte samenwerking met Lou Reed naar aanleiding van het overlijden van gemeenschappelijke goeroe Andy Warhol, Songs for Drella. Nadien volgde zelfs een heuse Velvet reünie, maar nog voor nieuw werk of een Amerikaanse tournee aan de orde kwamen, werd de samenwerking tussen Cale en Reed alweer beëindigd.
Na de eeuwwisseling vond Cale een nieuwe adem met nieuw werk bij EMI: een ep 5 Tracks, HoboSapiens uit 2003 en blackAcetate uit 2005. Cale werd in 2000 in Antwerpen met een Eredoctoraat beloond omwille van “zijn invloedrijk- en grensverleggend werk in de eigentijdse muziek, de ballet- en filmmuziek en om zijn eminente bijdragen aan de ontwikkeling van de hedendaagse kunst”.

## Discografie

### New York in de jaren zestig, nadien uitgebracht
- Sun Blindness Music (Table of the Elements) 2001
- Dream Interpretation: Inside The Dream Syndicate Vol. II (Table of the Elements) 2001
- Stainless Gamelan: Inside The Dream Syndicate Vol. III (Table of the Elements) 2001

### Met The Velvet Underground
- The Velvet Underground and Nico (Verve) 1967
- White Light/White Heat (Verve) 1968
- VU (1984)
- Another View (1986)
- Live MCMXCIII (Sire) 1993

### Solo
- Vintage Violence (Columbia) 1970
- The Academy In Peril (Reprise) 1972
- Paris 1919 (Reprise) 1973
- Fear (Island) 1974
- Slow Dazzle (Island) 1975
- Helen of Troy (Island) 1975
- Guts (compilation) (Island) 1977
- Sabotage/Live (IRS) 1979
- Honi Soit 1981
- Music for a New Society (Ze) 1982
- Caribbean Sunset (Ze) 1983
- John Cale Comes Alive (Ze) 1984
- Artificial Intelligence (Beggars Banquet) 1985
- Words for the Dying (All Saints) 1989
- Even Cowgirls Get The Blues (live) (ROIR) 1991
- Paris s'éveille, Suivi d'Autres Compositions (OST) (Crepuscule) 1991
- Fragments of a Rainy Season (live) (Hannibal) 1992
- 23 Solo Pieces pour La Naissance de L'Amour (Crepuscule) 1993
- N'Oublie Pas Que Tu Vas Mourir (Crepuscule) 1994
- Seducing Down The Door (compilation) (Rhino) 1994
- Antartida (OST) (Crepuscule) 1995
- Walking on Locusts (Hannibal) 1996
- Eat/Kiss: Music for the Films of Andy Warhol (Hannibal) 1997
- Somewhere In The City (OST) 1998
- The Unknown (OST) (Crepuscule) 1999
- Le Vent De La Nuit (OST) (Crepuscule) 1999
- Close Watch: An Introduction to John Cale (compilation) - 1999
- 5 Tracks (ep) (EMI) 2003
- HoboSapiens (EMI) 2003
- Process (OST) (Syntax) 2005
- blackAcetate (EMI) 2005
- Live Circus (EMI) 2007
- Extra Playful (ep) (Double Six Records) 2011
- Shifty Adventures in Nookie Wood (Double Six) 2012
- M:FANS (Double Six) 2016
- Mercy (Double Six) 2023
- Poptical Illusion (Double Six) 2024
- MiXology (volume 1) (Double Six) 2025

### In samenwerkingsverband
- Church of Anthrax (met Terry Riley) (Columbia) april 1971
- June 1, 1974 (met Kevin Ayers, Brian Eno, Nico) (Island) 1974
- Songs for Drella (met Lou Reed) (WEA) april 1990
- Wrong Way Up (met Brian Eno) (All Saints) oktober 1990
- Last Day on Earth (OST, met Bob Neuwirth) (MCA) mei 1994